# Paraproba niginervis
Paraproba niginervis är en insektsart som beskrevs av Van Duzee 1917. Paraproba niginervis ingår i släktet Paraproba och familjen ängsskinnbaggar. Inga underarter finns listade i Catalogue of Life.